# كعكة الزبيب
كَعْكَة الزَّبيب (Cake callus) (بالإنجليزية: Raisin cake)‏ هي نوع من الكعك يُحضر بالزبيب. تُضاف مكونات إضافية أحيانًا مثل الشكلاطة والروم. يعود تاريخ كعكة الزبيب إلى زمن داود نحو 1010-970 قبل الميلاد. تُحضر كعكة الزبيب المسلوقة عن طريق غلي مختلف المكونات ثم خبز المزيج في الفرن. يعود تاريخه إلى زمن الحرب الأهلية الأمريكية (1861-1865) على الأقل.

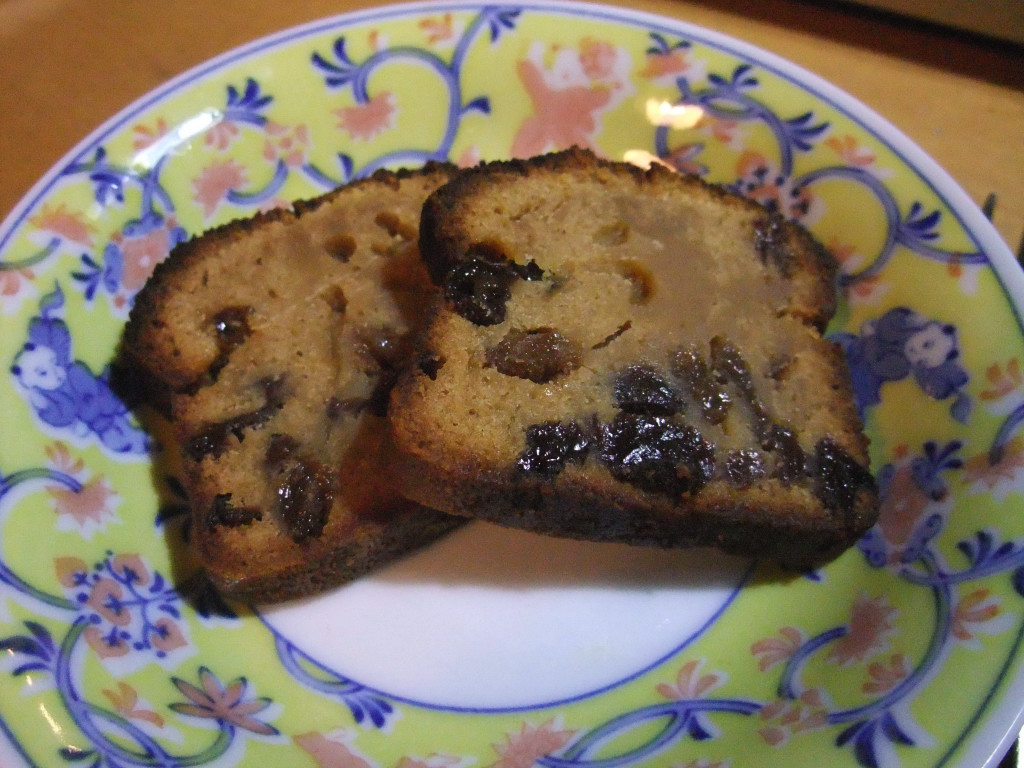
كعكة الرطل من الزبيب

تُحضر كعكة الزبيب بخلط مكونات الكعكة الاعتادي والزبيب. يمكن استخدام الزبيب الكامل أو المفروم. يجوز إضافة مكونات متنوعة في بعض الأحيان مثل الروم والشكلاط وغيرها تستخدم أحيانًا توابل مثل القرفة وجوزة الطيب والقرنفل وتوابل اليقطين.

## الصور

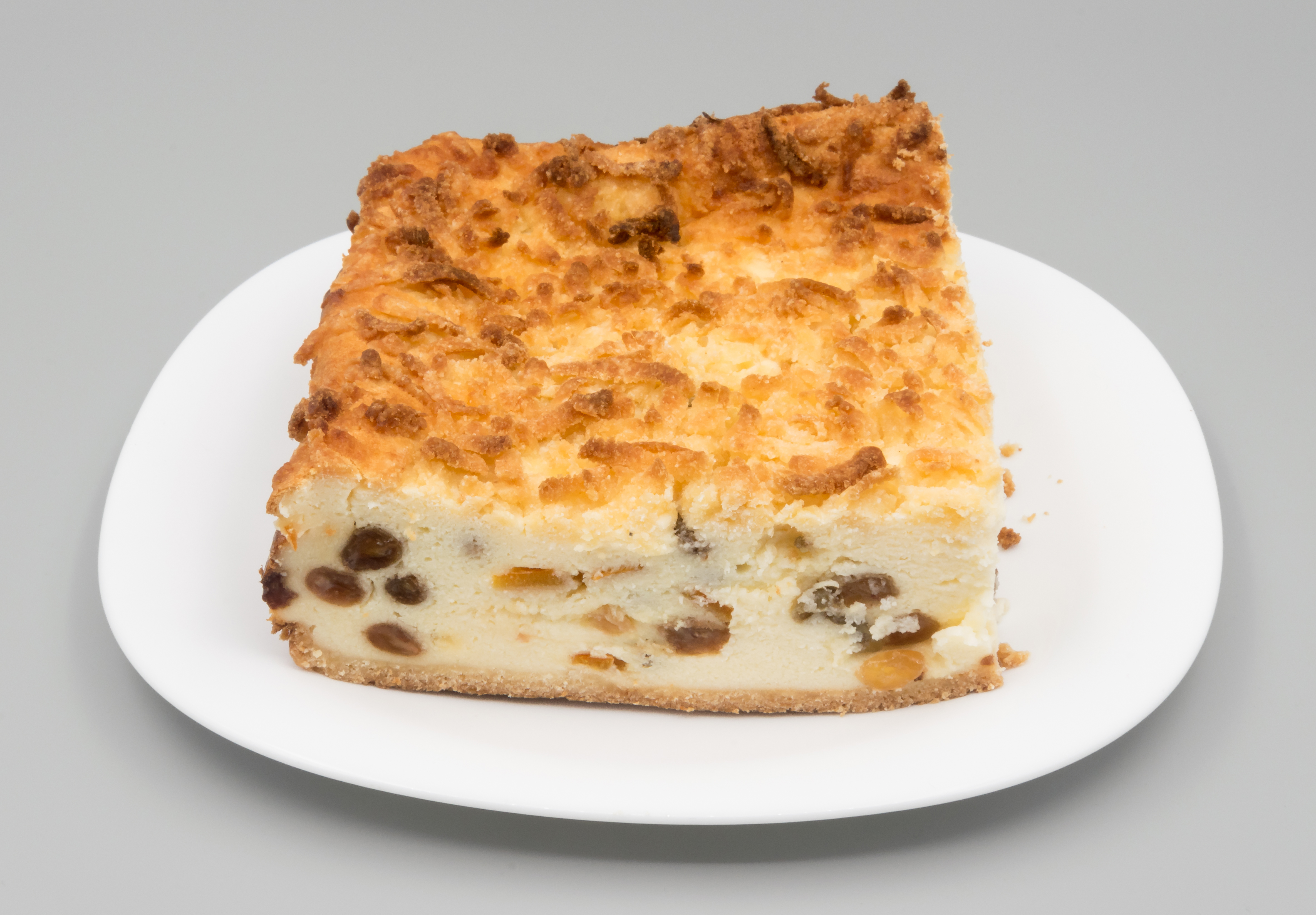
كعكة الجبن بالزبيب
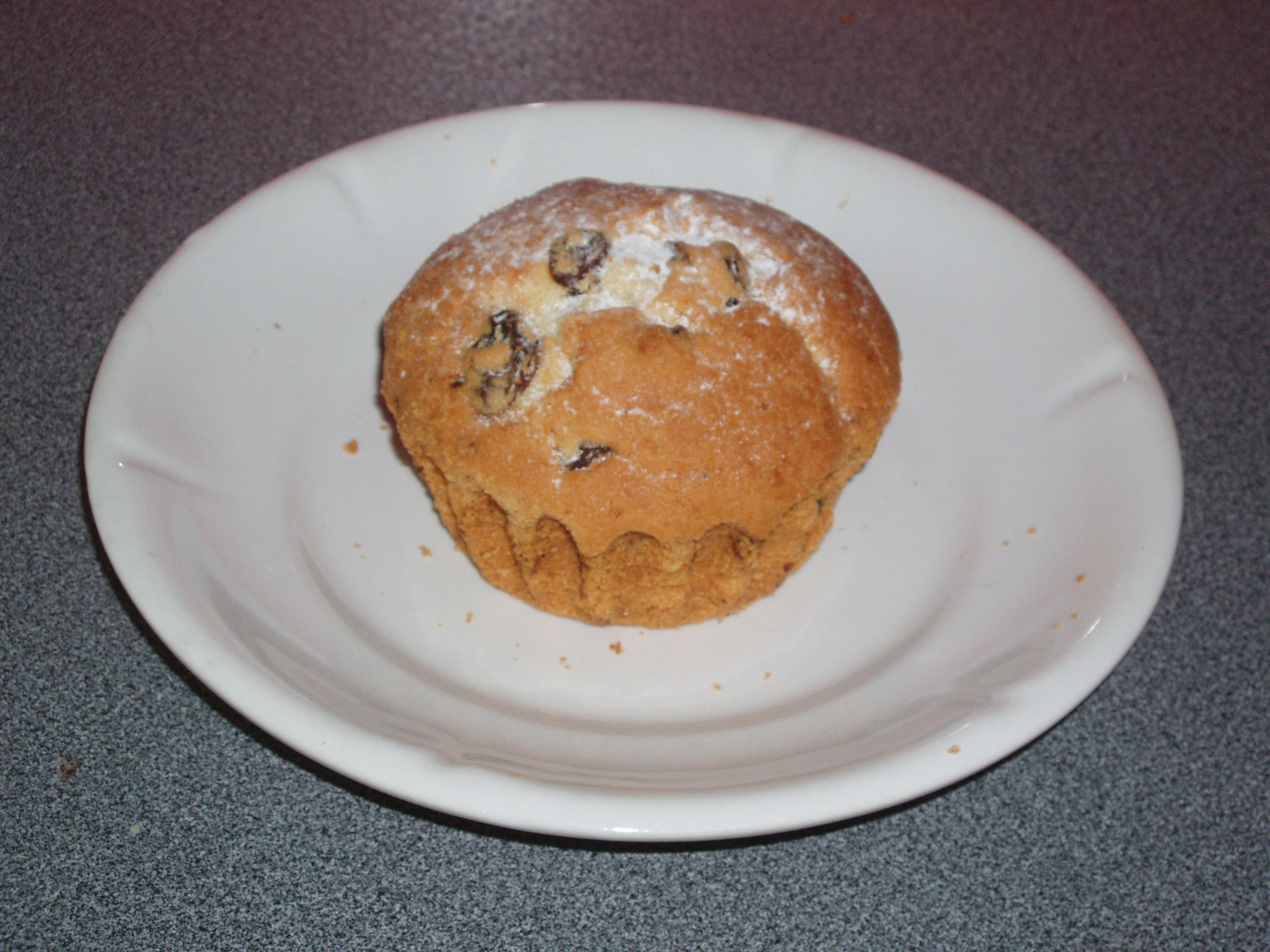
كعكة زبيب صغيرة